# Stazione di Bressanone
Stazione di Bressanone vasútállomás Olaszországban, Trentino-Alto Adige régióban, Bressanone településen.

## Vasútvonalak
Az állomást az alábbi vasútvonalak érintik:
- Brenner-vasútvonal

## Kapcsolódó állomások
A vasútállomáshoz az alábbi állomások vannak a legközelebb: 
- Stazione di Fortezza
- Stazione di Chiusa
- Albes/Albeins railway station